# Julien Duval
Julien Duval (* 27. Mai 1990 in Évreux) ist ein ehemaliger französischer Radrennfahrer, der auf Straße und Bahn aktiv war.

## Karriere
Julien Duval holte Silber bei den Europameisterschaften der Junioren in Cottbus auf der Bahn in der Mannschaftsverfolgung der Junioren. Im gleichen Jahr wurde französischer Meister in der Mannschaftsverfolgung der Junioren. Diesen Titel verteidigte Duval im darauffolgenden Jahr und holte sich dazu den Titel im Punktefahren. 2008 gewann er die Europameisterschaft der Junioren in der Mannschaftsverfolgung im polnischen Pruszkow.
2010 errang Duval Bronze in St. Petersburg bei den U23-Europameisterschaften in der Mannschaftsverfolgung. Hinzu kam noch der Titel des französischen Meisters im Omnium der Profis. 2011 wurde er nationaler Meister im Madison. 2012 folgte dann der Titel in der Mannschaftsverfolgung. 2013 kamen weitere Meisterschaft in Frankreich im Madison und in der Mannschaftsverfolgung hinzu.
2014 siegte er auf der Straße mit seinem Team Roubaix Lille Métropole im Mannschaftszeitfahren der Paris-Arras Tour.
Bei den UCI-Bahn-Weltmeisterschaften 2015 in Saint-Quentin-en-Yvelines bei Paris wurde Duval Siebenter in der Mannschaftsverfolgung, sein bestes Resultat bei Bahnrad-Weltmeisterschaften bisher.
2016 konzentrierte er sich mehr auf die Straße. Es folgten jeweils dritte Plätze bei den französischen Eintagesrennen La Roue Tourangelle und bei Polynormande. Für 2017 verpflichtete ihn das UCI WorldTeam AG2R La Mondiale. 2018 wurde er beim Grand Prix de Denain Dritter.

## Erfolge

### Straße
2014
- Mannschaftszeitfahren Paris-Arras Tour

### Bahn
2007
- Europameisterschaft – Mannschaftsverfolgung (Junioren)
- Französischer Meister – Mannschaftsverfolgung (Junioren)

2008
- Europameister – Mannschaftsverfolgung (Junioren)
- Französischer Meister – Mannschaftsverfolgung (Junioren)
- Französischer Meister – Punktefahren (Junioren)

2010
- U23-Europameisterschaft – Mannschaftsverfolgung (mit Vivien Brisse, Nicolas Giulia und Julien Morice)
- Französischer Meister – Omnium

2011
- Französischer Meister – Madison

2012
- Französischer Meister – Mannschaftsverfolgung

2013
- Französischer Meister – Madison
- Französischer Meister – Einzelverfolgung

## Grand-Tour-Platzierungen
| Grand Tour            | 2017 | 2018 |
| --------------------- | ---- | ---- |
| Giro d’ItaliaGiro     | –    | –    |
| Tour de FranceTour    | –    | –    |
| Vuelta a EspañaVuelta | 157  | 108  |

## Teams
- 2012 Véranda Rideau-Super U (Stagiaire)
- 2013 Roubaix Lille Métropole
- 2014 Roubaix Lille Métropole
- 2015 Équipe Cycliste de l’Armée de terre
- 2016 Armée de terre
- 2017 AG2R La Mondiale
- 2018 AG2R La Mondiale
- 2019 AG2R La Mondiale
- 2020 AG2R La Mondiale
- 2021 AG2R Citroën Team